# Subtivals
 (décembre 2012).
Subtivals est un logiciel libre de surtitrage, il fonctionne sur les systèmes d'exploitation Windows, Linux et Mac OS X et est distribué sous licence GNU GPL.

## Utilisation
Les fichiers de sous-titres, au format SRT ou ASS, sont projetés en surimpression sur l'écran, permettant le sous-titrage de n'importe quel support.
Subtivals a été créé dans le but de fournir un sous-titrage de qualité pour le public sourd ou mal-entendant. Il supporte les styles, les couleurs et le positionnement dynamique. En complément du mode de fonctionnement automatisé, il permet de garder totalement le contrôle sur la projection : pause, sauts, vitesse, apparence, etc.